# Kōta Yamada
Kōta Yamada (jap. 山田 康太, Yamada Kōta; * 10. Juli 1999 in der Präfektur Kanagawa) ist ein japanischer Fußballspieler.

## Karriere

### Verein
Yamada erlernte das Fußballspielen in der Jugendmannschaft von Yokohama F. Marinos. Seinen ersten Vertrag unterschrieb er 2017 bei Yokohama F. Marinos. Der Verein spielte in der höchsten Liga des Landes, der J1 League. 2019 wechselte er zum Ligakonkurrenten Nagoya Grampus nach Nagoya. Hier kam er in der ersten Liga nicht zum Einsatz. 2020 wechselte er ebenfalls auf Leihbasis zu Mito HollyHock. Mit dem Verein aus Mito spielte er 35-mal in der zweiten Liga. 2021 lieh ihn der ebenfalls in der zweiten Liga spielende Montedio Yamagata aus. Für Yamagata bestritt er 42 Spiele in der zweiten Liga. Nach Ende der Ausleihe wurde er im Februar 2022 von Montedio fest unter Vertrag genommen. In seiner zweiten Saison bestritt er 36 Ligaspiele. Im Januar 2023 wechselte er nach Kashiwa zum Erstligisten Kashiwa Reysol. Nach einer Saison, in der er 27 Erstligaspiele bestritt, wechselte er im Januar 2023 nach Suita zum Ligakonkurrenten Gamba Osaka. Nach zwei Spielzeiten, in denen er 23 Ligaspielel bestritt, wechselte er im März 2025 zum Erstligaaufsteiger Yokohama FC.

### Nationalmannschaft
Mit der japanischen U20-Nationalmannschaft qualifizierte er sich für die U-20-Weltmeisterschaft 2019.

## Erfolge
Yokohama F. Marinos
- Japanischer Ligapokalfinalist: 2018
- Japanischer Pokalfinalist: 2017

Gamba Osaka
- Japanischer Pokalfinalist: 2024